# 矢島町
矢島町（日文：矢島町（やしままち））是曾存在於日本秋田縣的町，屬於由利郡。
2003 年統計人口为 5,880 人，人口密度为每平方公里 47.56 人。总面积123.63平方公里。
2005年3月22日本莊市與由利郡的矢島町、岩城町、大内町、由利町、西目町、東由利町、鳥海町，合併成由利本莊市，本地地名改為由利本荘市矢島町。

## 地理

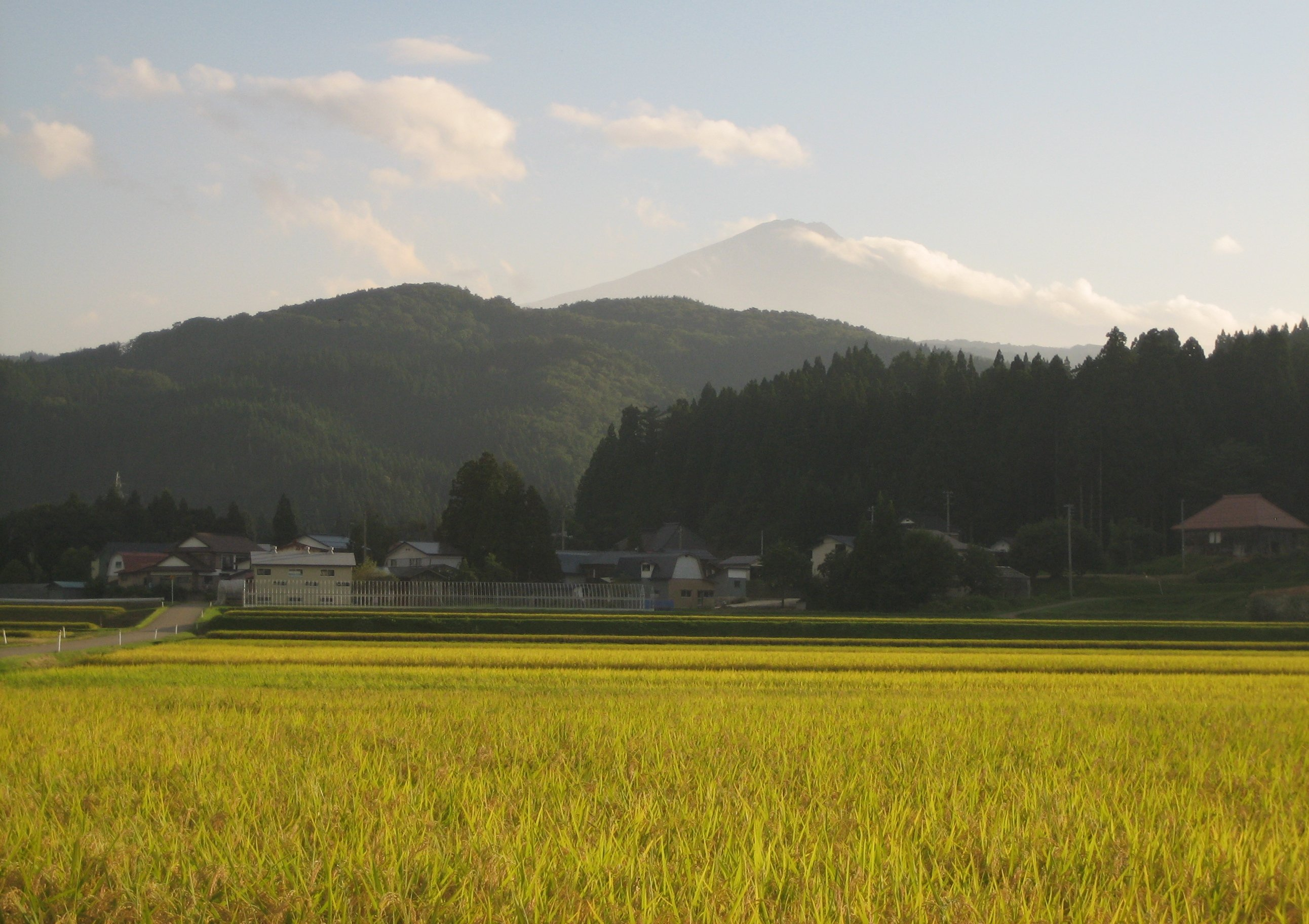
矢島中學前所見的鳥海山

- 山： 鳥海山
- 河川： 子吉川

### 鄰近的行政區
- 秋田縣
  - 由利郡：仁賀保町、象潟町、由利町、鳥海町、東由利町
- 山形縣
  - 飽海郡：遊佐町

## 歴史
- 1888年（明治21年）10月 - 矢島矢島町・矢島田中町・矢島舘町・城内村・七日町村・元町村・荒沢村・立石村・新荘村・木在村・坂之下村・川辺村等十二個町與村，合併為矢島町。
- 1889年（明治22年）4月1日 - 施行町制。
- 2005年（平成17年）3月22日 - 合併為由利本荘市。

## 教育
- 秋田縣立矢島高中
- 矢島町立矢島中學
- 矢島町立矢島小學

## 交通

### 鐵路
- 由利高原鐵道
  - 鳥海山麓線：川邊站 、矢島站

### 公路
- 國道108號（普通國道）

## 名人
- 土田誠一：邏輯學家，地方歷史學家
- 土田正顕-：東京證券交易所第一任社長
- 斎藤寅次郎：電影導演